# Orpheline Olsen
Pour les articles homonymes, voir Olsen.
Orpheline Olsen (Copenhague, 1846 - 14 novembre 1910) est une pianiste, musicologue et professeure de musique classique danoise.

## Biographie
Orpheline Johanne Frederikke Wexschall est la fille du violoniste et professeur de violon, Frederick Thorkildsen Wexschall (1798-1845) et de sa deuxième épouse, la choriste Caroline Dam (1811-1848). Wexschall était le professeur de Niels Gade. Son père meurt avant sa naissance et sa mère deux ans plus tard. Elle est adoptée par Peder Schram, cousin de Wexschall et baryton. Son seul enfant est mort en 1848. Le 9 novembre 1883, Orpheline épouse William Olsen, propriétaire de plusieurs moulins à huile. Il possède déjà le manoir Lille Grundet, qui devient leur nouvelle maison.
Orpheline prend des cours de piano avec Clara Schumann, ainsi qu'au Conservatoire de Copenhague. Elle joue également du hautbois. Après son mariage, elle déménage à Vejle dans le Jutland pour y poursuivre ses ambitions. Cependant, elle est loin de Copenhague, le centre musical du Danemark. Elle enseigne à Johanne Krarup-Hansen, Niels Johannes Nielsen du Jutland. Elle participe également à la carrière du chanteur Vilhelm Herold. En 1884, elle fonde la Vejle Music Association avec son mari et peut encore utiliser ses relations à Copenhague. Par exemple, il y a une performance connue d'Edvard Grieg au théâtre de Vejle le 22 mars 1886. William Olsen meurt en 1890. La famille royale vient alors en visite. Orpheline retourne à Copenhague en 1891 et participe en 1895 à l'exposition sur les femmes là-bas, dans le domaine de la musique.
Carl Nielsen lui dédie son Fem klaverstykker opus 3 (FS10). Peder Schram lui consacre en partie son Élégie pour violon et piano de 1881.